# Cal Quirra
Cal Quirra és una obra de Corbins (Segrià) inclosa a l'Inventari del Patrimoni Arquitectònic de Catalunya.

## Descripció
Gran casal en cantonera, de planta baixa, dos pisos i una golfa. Façana de carreus irregulars de pedra picada, que fou arranjada fa dos anys. Distribució interior i estructura de vanos ben complicada degut als canvis i reformes a que s'ha sotmés. Això fa que hi figurin elements, romàntics, neoclàssics i fins i tot modernistes i populars. Balcons motllurats de pedra, tirants i baranes de ferro. Coberta de teula. Gran galeria al darrere amb el portó de la vella entrada. Arranjament que vol ésser antic.